# Alejandro Casaseca
Alejandro Casaseca Muñiz (Granada, España, 10 de enero de 1976 ) es un actor, director, guionista, cómico, productor y ponente español. Su carrera se ha desarrollado principalmente en cine, televisión y teatro. Es conocido entre otras, por sus interpretaciones en la serie El internado de Antena3 - Atresplayer - Netlix - Prime Video - Movistar +  como José Antonio "Toni" Fernández, Monzón en la serie Malaka de RTVE - HBO max - Disney+ - DirecTV - Movistar + , Martos en la película REC2 de los directores Jaume Balagueró y Paco Plaza, Jaime Torres en la producción internacional de Hollywood Encontrarás Dragones (There be Dragons) del director Roland Joffe y Gitano en la película Incautos del director Miguel Bardem.

## Biografía
Es el cuarto de los cinco hijos de un abogado, aparejador e ingeniero de Obras Públicas, que fue político, siendo  Diputado en el Congreso de los Diputados y en el Parlamento de Andalucía, así como profesor de la Universidad de Granada. Y de una ama de casa, que fue copropietaria de una conocida tienda de bolsos y complementos de moda en la ciudad de Granada, y que es descendiente de la familia "Pérez", originaria de Santiago de Compostela que en su día fundara el Banco Olimpio Pérez, el que a la postre fue Banco Gallego.

## Trayectoria
En 1997 y a pesar de sus buenas calificaciones, abandona sus estudios de Derecho que cursaba en la Universidad de Granada. La enorme vocación que tiene por la interpretación, le hace tomar esta drástica decisión e instalarse definitivamente en Madrid para formarse como actor en el internacionalmente prestigioso Estudio Corazza para el Actor, con el que será su maestro Juan Carlos Corazza.
En el año 2000, siendo aún estudiante obtiene su primer trabajo con un personaje principal Pícolo, en la primera webserie de la historia, La Cuadrilla Espacial compartiendo elenco con actores como Paul Naschy, Eva Marciel o Berta Ojea
En estos primeros años (2002 - 2004) de su carrera participa en producciones televisivas de reconocido prestigio como Periodistas, Aquí no hay quien viva, Un paso adelante o Lobos. Actuando con los actores Santi Millan Álex Angulo, Belén rueda, Malena Alterio, Laura Pamplona, Dafne Fernández, Miguel Ángel Muñoz, etc
En 2004 aún en esta primera etapa de su carrera, con lo que verdaderamente se da a conocer, es con su trabajo con el personaje Gitano en la película Incautos, de la mano del director Miguel Bardem y con actores de la talla de Ernesto Alterio, Federico Luppi, Victopria Abril, Manuel Alexandre, Manuel Morón o Jesús Castejón.
En 2005 participa en la película El Penalti más Largo del Mundo, comedia de gran éxito del directo Roberto Santiago con Fernando Tejero, Fernando Cayo, Luis Callejo, Enrique Villén, Chani Martín entre otros
En los siguientes años (2005 - 2008), sigue siendo un actor recurrente en producciones televisivas de gran éxito, actuando con reputados intérpretes. Motivos Personales (con Lidia Bosch), 7 Días al desnudo con (Patrcia Conde, María Botto, Juan Fernández y Laura Pamplona), A tortas con la vida con (Olivia Molina, Benito Sagredo y Miren Ibarguren). Mesa para Cinco. Los Serrano (con Antonio Resines, Jesús Bonilla y Antonio Molero). Hospital Central (con Jordi Rebellón, Diana Palazón, Rosa Mariscal, Roberto Drago, Iván Sánchez, Antonio Zabálburu, Nacho Fresneda). UCO (con Ismael Martínez y Miguel Ángel Solá). El Síndrome de Ulises (con Miguel Ángel Muñoz, Nancho Novo, Julián Villagrán, Toni Acosta y Olivia Molina). LEX (con Santi Millán, Nathalie Poza, Font García y Silvia Rey). MIR (con Rodolfo Sancho) Herederos (con Félix Gómez). Aída con (Carmen Machi).
En 2008 protagoniza el multipremiado corto Heterosexuales y Casados, del Director Vicenta Villanueva (con Guadalupe Lancho, Carmen Ruíz, Manolo Solo). Siendo por este trabajo, premiado en 2008 como mejor actor en el Festival de cortometrajes Cortogenia de Madrid, así como Nominado a mejor actor en Festival Iberoamericano de Cortometrajes ABC (FIBABC), del periódico ABC. Cortometraje éste, que consiguió decenas de premios en festivales de todo el mundo.
Ese mismo año, fue uno de los productores de los documentales sobre teatros de Madrid, Mutis por el Foro, para la plataforma de esMadridTV que promocionaba a nivel cultural la ciudad de Madrid, por encargo del Ayuntamiento de Madrid. Grabando cada capítulo en un teatro significativo de Madrid, siendo éstos los siguientes: Teatro María Guerrero, Teatro Alcázar, Teatro Reina Victoria, Teatro Alfil, Teatro Bellas Artes, Teatro Lara, Teatro Lope de Vega, Teatro Español, Teatro Fígaro, Teatro La Latina, Teatro Valle Inclán, Teatro Real de Madrid

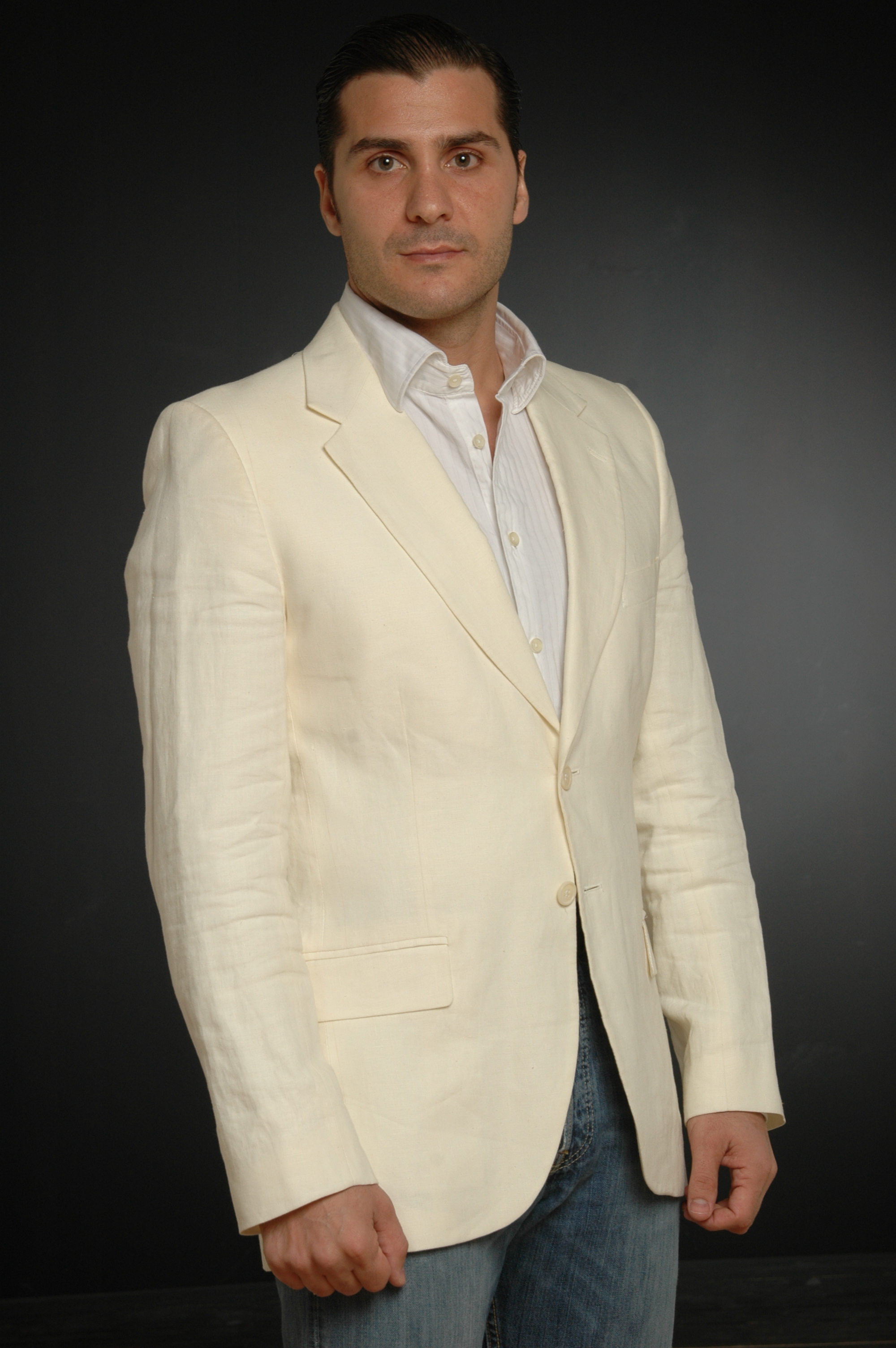

Es a final de ese 2008 cuando es elegido para protagonizar la cuarta temporada de la exitosa serie El Internado con el personaje Toni (con Yon González, Ana de Armas, Elena Furiase, Marta Torné, Blanca Suárez, Carlos Leal, Raúl Fernández, Luis Merlo, Amparo Baró y Marta hazas)
En 2009 es uno de los principales personajes de la película REC 2 (con Manuela Velasco, Andrea Ros) dirigida por Jaume Balagueró y Paco Plaza.
En 2011 participa en la producción internacional Encontrarás Dragones (There be Dragons) dirigida por Rolland Joffé con los actores, West Bentley, Charlie Cox, Yaiza Guimaré, Geraldine Chaplin, Ana Torrent, Jordi Mollá, Unax Ugalde, etc
Ese mismo año 2011 también estrena la película Lo contrario al amor dirigida por Vicente Villanueva con Adriana Ugarte, Hugo Silva y Marta Hazas entre otros.
Los siguientes años (2011 - 2019) sigue actuando en numerosas series de éxito destacando entre ellas El secreto de puente Viejo, Bienvenidos al Lolita (con Roberto Álamo, Natalia Verbeke, Beatriz Carvajal y Michel Calvó). Hermanos dirirgida por Salvador Calvo (con Antonio Velázquez, María Valverde, Álvaro Cervantes, Carlos Hipólito y Sonia Almarcha). El Caso: Crónica de Sucesos (con Antonio Garrido, Fernando Guillén Cuervo, Francisco Órtiz, Gorka Lasaosa, Ruth Díaz y Fernando Soto). Cuéntame cómo pasó (con Imanol   y Ana Duato). La Caza Monteperdido (Con Alain Hernández y Megan Montaner).
Así como en la película también en 2019 Salir del Ropero de la directora Ángeles Reiné (con David Verdaguer, Verónica Forqué, Rosa María Sarda, Ingrid García-Jonsson, Candela Peña, Álex O'Dogherty)
En los años 2017 y 2019 fue uno de los miembros del jurado del Festibal Iberoamericano de Cortometrajes ABC (FIBABC), del periódico ABC
En 2019 será uno de los protagonistas de la exitosa serie Malaka coprotagonizada por Salva Reina, Maggie Civantos, Vicente Romero y Antonio Gil. Producida por Javier Olivares
En 2023 participa en la película Asedio dirigida Miguel Ángel Vivas, con Natalia Molina, Francisco Reyes, Jorge Kent y Karlos Aurrekoetxea entre otros.
Así como en la Serie Nos vemos en otra vida, dirigida por Jorge Sánchez-Cabezudo y producida por su hermano Alberto Sánchez-Cabezudo. Para la plataforma Disney+.
A lo largo de todos estos años también ha actuado en numerosas producciones teatrales, teniendo en alguna de ellas que bailar y cantar además de actuar:
En el 2000 Milagro en la Casa de América. En  2013 Animal (con Tamar Novas y María Vázquez) en La Casa de la Portera dirigida por Rubén Ochandiano. La Evolución, siendo en esta ocasión también coproductor, junto a Rubén Ochandiano que a su vez dirigía la pieza (Con María Vázquez y Silma López) en 2014 En Teatro del Arte y Teatro Quique San Francisco Centro Cultural Galileo. En 2014 Inmunidad Diplomática en Teatro Fernán Gómez (con Rodrigo Posisón, Ángela Cremonte, Liz Lobato, Sergio Otegui, Tábata Cerezo).  En 2016 actúa en la obra La ciudad borracha en Centro Cultural Galileo . En ese mismo 2016 Tom en la Granja en Sala Cuarta Pared y en 2018 en el Teatro Fernán Gómez (con Gonzalo de Santiago, Alexandra Fierro, Yolanda Ulloa), así como En Inmortalidad Cuántica con Salomé Jiménez, ambas dirigidas por Enio Mejía.
Como ponente ha dado durante varios años masterclass en la Universidad Villanueva, así como en los cursos de cine Kourtrajme del Ministerio de Cultura (Francia), en ambos casos dirigido a jóvenes estudiantes de medios audiovisuales.

## Filmografía[23][24][25][26][27]

### Televisión
| Año       | Serie                                 | Canal TV - Plataforma Streaming           | Personaje           | Episodios    |
| --------- | ------------------------------------- | ----------------------------------------- | ------------------- | ------------ |
| 2000      | La Cuadrilla Espacial                 | Canal +                                   | Piccolo             | 20 Episodios |
| 2002      | Periodistas                           | Telecinco - Mitele - Prime Video          | Nando               | 1 Episodio   |
| 2002-2007 | Hospital Central                      | Telecinco - Mitele - Prime Video          | DrCollantes/Sebas   | 4 Episodios  |
| 2003      | Aquí no hay quien viva                | Antena3-Netlix-PrimeVideo-MaxMovistar+    | Nacho               | 1 Episodio   |
| 2004      | Un paso adelanrte                     | Antena3-Netlix- Prime Video-Movistar+     | Productor Porno     | 1 Episodio   |
| 2005      | Lobos                                 | Antena3                                   | Policía             | 1 Episodio   |
| 2005      | Motivos Personales                    | Telecinco - Mitele - Netlix - Prime Video | Cárdenas            | 2 Episodios  |
| 2005      | 7 días al desnudo                     | La Sexta                                  | Paparazzi           | 2 Episodios  |
| 2006      | A tortas con la vida                  | Antena3 - Atresplayer                     | Alejandro           | 1 Episodio   |
| 2006      | Mesa para cinco                       | La Sexta                                  | Propietario Bar     | 2 Episodios  |
| 2006-2008 | Planta 25                             | Forta                                     | Luis                | 15 Episodios |
| 2007      | Los Serrano                           | Telecinco - Mitele - Prime Video - Tivify | Inspector           | 1 Episodio   |
| 2007-2008 | El síndrome de Ulises                 | Antena3 - Atresplayer                     | Fede                | 4 Episodios  |
| 2008      | UCO                                   | RTVE- FlixOlé                             | Pepo                | 1 Episodio   |
| 2008      | LEX                                   | Antena3 - Atresplayer                     | Rivas               | 1 Episodio   |
| 2008      | MIR                                   | Telecinco - Mitele                        | Fran                | 1 Episodio   |
| 2008      | Herederos                             | RTVE - Prime Vídeo - FlixOlé              | Camello             | 1 Episodio   |
| 2008      | Aída                                  | Telecinco - Mitele - Prime Video - Tivify | Ignacio             | 1 Episodio   |
| 2008-2009 | El Internado                          | Antena3-Netlix-Prime Video-Movistar +     | José 'Toni' Antonio | 11 Episodios |
| 2011      | Seis motivos para dudar de tus amigos | Forta                                     | Enrique             | TV Movie     |
| 2011      | Homicidios                            | Telecinco - Mitele                        | Fredo               | 1 Episodio   |
| 2011-2012 | El secreto de Puente Viejo            | Antena3 - Atresplayer - Prime Vídeo       | Bernabé             | 4 Episodios  |
| 2014      | Bienvenidos al Lolita                 | Antena3 - Atresplayer                     | Fermín              | 2 Episodios  |
| 2014      | Hermanos                              | Telecinco - Prime Vídeo                   | Ulises              | 1 Episodio   |
| 2015      | Mucha Mierda                          | Movistar Plus+                            | Varios              | 6 Episodios  |
| 2016      | El Caso: Crónica de Sucesos           | RTVE - Prime Video                        | Eduardo             | 2 Episodios  |
| 2017      | Cuéntame cómo pasó                    | RTVE - Prime Video                        | Adolfo              | 2 Episodios  |
| 2019      | La Caza Monteperdido                  | RTVE - Netflix - Disney+                  | Zacarías            | 2 episodios  |
| 2019      | Malaka                                | RTVE-Max-Disney+-DirecTV-Movistar+        | Monzón              | 8 Episodios  |
| 2024      | Nos vemos en otra vida                | Disney+                                   | Agente CNI          | 2 Episodios  |

### Cine

##### Largometrajes
| Año  | Título                                  | Personaje    | Director                     |
| ---- | --------------------------------------- | ------------ | ---------------------------- |
| 2004 | Incautos                                | Gitano       | Miguel Bardem                |
| 2005 | El penalti más largo del mundo          | Número 11    | Roberto Santiago             |
| 2005 | W.C.                                    | Asesino      | Enio Mejía                   |
| 2008 | REC 2                                   | Martos       | Jaume Balagueró y Paco Plaza |
| 2011 | Encontrarás dragones (There be Dragons) | Jaime Torres | Roland Joffé                 |
| 2011 | Lo contrario al amor                    | Isidro       | Vicente Villanueva           |
| 2019 | Salir del Ropero                        | Benito       | Ángeles Reiné                |
| 2023 | Asedio                                  | Torrico      | Miguel Ángel Vivas           |
| 2025 | Pioneras: solo querían jugar            | Ignacio      | Marta Díaz                   |

##### Cortometrajes
| Año  | Título                   | Personaje | Director                         |
| ---- | ------------------------ | --------- | -------------------------------- |
| 2005 | Huellas en la Nieve      | Benjamín  | Pedro Touceda                    |
| 2008 | Heterosexuales y Casados | Charly    | Vicente Villanueva               |
| 2010 | Memorias de Atracos      | Owner     | Miguel Ángel García de la Calera |
| 2012 | Oh Lorena                | Agustín   | Miguel Ángel García de la Calera |

### Teatro
| Año  | Obra                  | Teatro                                               | Director          |
| ---- | --------------------- | ---------------------------------------------------- | ----------------- |
| 2000 | Milagro               | Casa de América                                      | Consuelo Trujillo |
| 2013 | Animal                | La Casa de la Portera                                | Rubén Ochandiano  |
| 2014 | La Evolución          | Teatro del Arte                                      | Rubén Ochandiano  |
| 2014 | La Evolución          | Teatro Quique San Francisco, Centro Cultural Galileo | Rubén Ochandiano  |
| 2014 | Inmunidad Diplomática | Teatro Fernán Gómez                                  | Alberto Herreros  |
| 2014 | Inmortalidad Cuántica | Microteatro por dinero                               | Enio Mejía        |
| 2016 | La Ciudad Borracha    | Centro Cultural Galileo                              | Enio Mejía        |
| 2016 | Tom en la Granja      | Sala Cuarta Pared                                    | Enio Mejía        |
| 2018 | Tom en la Granja      | Teatro Fernán Gómez                                  | Enio Mejía        |

## Premios
Festival de cortometrajes Cortogenia de Madrid
| Año  | Categoría                      | Título                   | Resultado |
| ---- | ------------------------------ | ------------------------ | --------- |
| 2008 | Mejor interpretación masculina | Heterosexuales y Casados | Ganador   |

Festival Iberoamericano de Cortometrajes ABC (FIBABC), Periódico ABC
| Año  | Categoría                      | Título                   | Resultado |
| ---- | ------------------------------ | ------------------------ | --------- |
| 2008 | Mejor interpretación masculina | Heterosexuales y Casados | Nominado  |